# Emba (rivier)
De Emba (Kazachs: Жем of Ембі, Zhem of Embi; Russisch: Эмба, Èmba) is een rivier in het westen van Kazachstan die ontspringt in de Zuidelijke Oeral (Mugalzhar). De rivier mondt 640 kilometer ten zuidwesten van zijn bron uit in de Kaspische Zee. De Emba stroomt door het noordelijke deel van het Ustjurtplateau en bereikt de Kaspische Zee waar hij een serie ondiepe lagunes vormt. Deze lagunes waren in de 18e eeuw bevaarbaar. De benedenloop van de rivier loopt door een gebied van zoutpannen en de Emba-olievelden. 
Door sommige geografen wordt deze rivier, en niet de westelijker gelegen benedenloop van de Oeral, beschouwd als de grens tussen Europa en Azië. 
- Virtual International Authority File: 315128828